# Lechea tripetala
Lechea tripetala är en solvändeväxtart som först beskrevs av Horace Bénédict Alfred Moquin-Tandon och Sesse, och fick sitt nu gällande namn av Britt.. Lechea tripetala ingår i släktet Lechea och familjen solvändeväxter. Inga underarter finns listade i Catalogue of Life.